# Box na Letních olympijských hrách 2008
Box na Letních olympijských hrách 2008 v Číně.

## Medailisté

### Muži
| Kategorie                    | Zlato                                            | Stříbro                                 | Bronz                                | Bronz                                         |
| ---------------------------- | ------------------------------------------------ | --------------------------------------- | ------------------------------------ | --------------------------------------------- |
| Lehká muší váha (– 48 kg)    | Cou Š’-ming · Čína (CHN)                         | Pürevdorjiin Serdamba · Mongolsko (MGL) | Paddy Barnes · Irsko (IRL)           | Yampier Hernández · Kuba (CUB)                |
| Muší váha (– 51 kg)          | Somjit Jongjohor · Thajsko (THA)                 | Andry Laffita · Kuba (CUB)              | Georgy Balakshin · Rusko (RUS)       | Vincenzo Picardi · Itálie (ITA)               |
| Bantamová váha (– 54 kg)     | Enchbatyn Badar-Úgan · Mongolsko (MGL)           | Yankiel León · Kuba (CUB)               | Bruno Julie · Mauricius (MRI)        | Veaceslav Gojan · Moldavsko (MDA)             |
| Pérová váha (– 57 kg)        | Vasyl Lomačenko · Ukrajina (UKR)                 | Khedafi Djelkhir · Francie (FRA)        | Yakup Kılıç · Turecko (TUR)          | Shahin Imranov · Ázerbájdžán (AZE)            |
| Lehká váha (– 60 kg)         | Alexej Tiščenko · Rusko (RUS)                    | Daouda Sow · Francie (FRA)              | Hrachik Javakhyan · Arménie (ARM)    | Yordenis Ugás · Kuba (CUB)                    |
| Velterová váha (– 63.5 kg)   | Manuel Félix Díaz · Dominikánská republika (DOM) | Manus Boonjumnong · Thajsko (THA)       | Roniel Iglesias · Kuba (CUB)         | Alexis Vastine · Francie (FRA)                |
| Lehká střední váha (– 67 kg) | Bachyt Sarsekbajev · Kazachstán (KAZ)            | Carlos Banteaux Suárez · Kuba (CUB)     | Hanati Silamu · Čína (CHN)           | Kim Jung-Joo · Jižní Korea (KOR)              |
| Střední váha (– 75 kg)       | James DeGale · Velká Británie (GBR)              | Emilio Correa · Kuba (CUB)              | Darren Sutherland · Irsko (IRL)      | Vijender Singh · Indie (IND)                  |
| Polotěžká váha (– 81 kg)     | Čang Siao-pching · Čína (CHN)                    | Kenneth Egan · Irsko (IRL)              | Tony Jeffries · Velká Británie (GBR) | Yerkebuian Shynaliyev · Kazachstán (KAZ)      |
| Těžká váha (– 91 kg)         | Rachim Čachkijev · Rusko (RUS)                   | Clemente Russo · Itálie (ITA)           | Osmay Acosta · Kuba (CUB)            | Deontay Wilder · Spojené státy americké (USA) |
| Super těžká váha (+ 91 kg)   | Roberto Cammarelle · Itálie (ITA)                | Zhang Zhilei · Čína (CHN)               | Vjačeslav Hlazkov · Ukrajina (UKR)   | David Price · Velká Británie (GBR)            |

## Přehled medailí podle zemí
| Pořadí | Země                   | Zlato | Stříbro | Bronz | Celkově |
| ------ | ---------------------- | ----- | ------- | ----- | ------- |
| 1      | Čína                   | 2     | 1       | 1     | 4       |
| 2      | Rusko                  | 2     | 0       | 1     | 3       |
| 3      | Itálie                 | 1     | 1       | 1     | 3       |
| 4      | Thajsko                | 1     | 1       | 0     | 2       |
| 4      | Mongolsko              | 1     | 1       | 0     | 2       |
| 6      | Velká Británie         | 1     | 0       | 2     | 3       |
| 7      | Kazachstán             | 1     | 0       | 1     | 2       |
| 7      | Ukrajina               | 1     | 0       | 1     | 2       |
| 9      | Dominikánská republika | 1     | 0       | 0     | 1       |
| 10     | Kuba                   | 0     | 4       | 4     | 8       |
| 11     | Francie                | 0     | 2       | 1     | 3       |
| 12     | Irsko                  | 0     | 1       | 2     | 3       |
| 13     | Arménie                | 0     | 0       | 1     | 1       |
| 13     | Ázerbájdžán            | 0     | 0       | 1     | 1       |
| 13     | Indie                  | 0     | 0       | 1     | 1       |
| 13     | Mauricius              | 0     | 0       | 1     | 1       |
| 13     | Moldavsko              | 0     | 0       | 1     | 1       |
| 13     | Jižní Korea            | 0     | 0       | 1     | 1       |
| 13     | Turecko                | 0     | 0       | 1     | 1       |
| 13     | Spojené státy americké | 0     | 0       | 1     | 1       |
| Celkem | Celkem                 | 11    | 11      | 22    | 44      |